# مايلز وايت (لاعب كرة قدم أمريكية)
مايلز وايت (بالإنجليزية: Myles White)‏ هو لاعب كرة قدم أمريكية أمريكي، ولد في 30 مارس 1990 في تاكوما في الولايات المتحدة.

## وصلات خارجية
- مايلز وايت على موقع مرجع كرة القدم المحترفة.كوم (الإنجليزية)